# Arhopala semperi
Arhopala semperi är en fjärilsart som beskrevs av Bethune-Baker 1896. Arhopala semperi ingår i släktet Arhopala och familjen juvelvingar. Inga underarter finns listade i Catalogue of Life.

## Bildgalleri

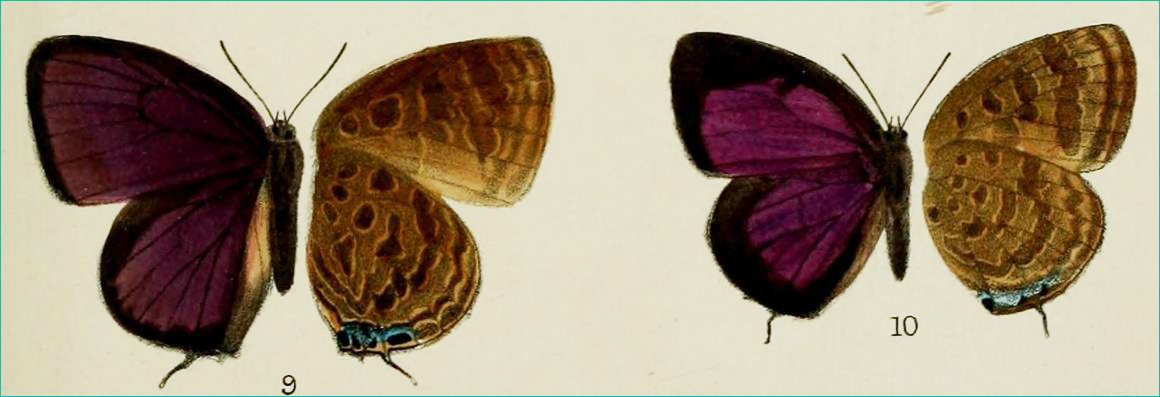